# Heracleum oncosepalum
Heracleum oncosepalum är en växtart i släktet lokor (Heracleum) och familjen flockblommiga växter. Arten är en perenn ört som förekommer i nordvästra Yunnan i Kina.